# Mohammed Barka
Mohammed Barka, né le 10 mai 1971, est un footballeur belge actif de 1989 à 2011 , qui évoluait au poste de milieu de terrain offensif. Depuis 2014, il est l'entraîneur du KV Turnhout, en troisième division belge.

## Carrière

### Débuts en Division 3 à Beringen
Mohammed Barka débute en équipe première du K Beringen FC, alors en Division 3, le 4 novembre 1989 lors d'un déplacement au K Hoeselt VV. Monté au jeu à la mi-temps, il inscrit le seul but de son équipe. Un mois plus tard, il fête sa première titularisation en inscrivant deux buts pour son équipe. Ensuite, jusqu'à la fin de la saison et lors de toute la saison suivante, il est presque systématiquement réserviste. À partir de la saison 1991-1992, il obtient une place de titulaire dans l'équipe mais paradoxalement, il inscrit moins de buts, devant attendre les deux dernières rencontres de la saison pour marquer à deux reprises. Il devient la plaque tournante de son équipe et, après deux nouvelles saisons dans l'équipe de base, il se fait repérer par des clubs de l'élite.

### Passage réussi vers l'élite avec La Gantoise
Mohammed Barka signe un contrat à La Gantoise durant l'été 1994 et joue son premier match de Division 1 le 20 août contre Beveren. Il s'impose rapidement dans le onze de base gantois mais une blessure en février 1995 vient freiner sa progression. Après une saison passée entre le onze de base et le banc des réservistes, il obtient définitivement une place de titulaire à partir de la saison 1996-1997 et devient un des joueurs-clés de l'équipe durant trois ans. Malheureusement pour lui, il se blesse sérieusement et doit subir plusieurs interventions chirurgicales qui le tiennent écarté des terrains durant plus d'un an. Il revient dans l'effectif en septembre 2000 mais ne parvient pas à retrouver sa place sur le terrain. Il décide alors de quitter le club pour rejoindre le KRC Harelbeke, à la lutte pour son maintien. Il ne parvient pas à s'y imposer et, après la relégation du club, s'en va rejoindre Heusden-Zolder, en Division 2.

### Retour dans le Limbourg avec succès
Après une première saison d'adaptation, Mohammed Barka s'impose dans le onze de base du club en fin de compétition et participe à toutes les rencontres du tour final pour la montée en première division, sans parvenir à le remporter. Toujours titulaire et considéré comme un joueur essentiel de l'équipe, il participe activement à la victoire lors du tour final 2002-2003, permettant au club de rejoindre la première division pour la première fois de son histoire. Il prolonge alors son contrat pour deux saisons avec le club limbourgeois. Après la montée et l'arrivée massive de joueurs prêtés par le KRC Genk, Barka perd sa place de titulaire en début de saison. Il la retrouve à partir du mois de novembre et joue au total 27 rencontres de championnat durant la saison, inscrivant six buts. Ces statistiques ne sont cependant pas suffisantes pour éviter la relégation au club. Mohammed Barka reste à Heusden après le retour en Division 2 mais, durant le mercato d'hiver, il est autorisé par le club à partir gratuitement et rejoint le Verbroedering Maasmechelen, englué dans la zone de relégation de Promotion C. Le club ne parvient pas à s'en extraire et est relégué en première provinciale. Il aide le club à remporter le titre un an plus tard puis décide de partir.

### Trois saisons en Tunisie et fin de carrière
Mohammed Barka reste quelques mois sans jouer et s'engage en 2007 avec le club de première division tunisienne de l'EGS Gafsa. Il y joue une saison puis est prêté pour un an à l'AS Kasserine, avant de revenir à Gafsa pour une saison. Arrivé au terme de son contrat, il décide de prendre sa retraite sportive. Il s'offre néanmoins une dernière pige en 2011 au KVV Thes Sport Tessenderlo, en première provinciale belge, avant d'arrêter définitivement de jouer.

### Reconversion, ennuis judiciaires et retour au football
Mohammed Barka décide de se reconvertir dans le domaine de la construction et lance sa propre entreprise. Il est mis en faillite et commet plusieurs irrégularités comptables, pour lesquelles il sera condamné à neuf mois de prison avec sursis en février 2013.
En juillet 2014, il revient dans le monde du football en étant nommé entraîneur principal du KV Turnhout, en Division 3.

## Statistiques
| Saison                | Club                         | Championnat           | Championnat | Championnat | Coupe nationale | Coupe nationale | Coupe de la Ligue | Coupe de la Ligue | Compétition(s) continentale(s) | Compétition(s) continentale(s) | Compétition(s) continentale(s) | Total | Total |
| Saison                | Club                         | Division              | M.          | B.          | M.              | B.              | M.                | B.                | Comp.                          | M.                             | B.                             | M.    | B.    |
| 1989-1990             | K Beringen FC                | Division 3            | 14          | 4           | 0               | 0               | 0                 | 0                 | -                              | 0                              | 0                              | 14    | 4     |
| 1990-1991             | K Beringen FC                | Division 3            | 15          | 2           | 1               | 0               | 0                 | 0                 | -                              | 0                              | 0                              | 16    | 2     |
| 1991-1992             | K Beringen FC                | Division 3            | 21          | 2           | 0               | 0               | 0                 | 0                 | -                              | 0                              | 0                              | 21    | 2     |
| 1992-1993             | K Beringen FC                | Division 3            | 29          | 5           | 4               | 1               | 0                 | 0                 | -                              | 0                              | 0                              | 33    | 6     |
| 1993-1994             | K Beringen FC                | Division 3            | 21          | 7           | 1               | 0               | 0                 | 0                 | -                              | 0                              | 0                              | 22    | 7     |
| Sous-total            | Sous-total                   | Sous-total            | 100         | 20          | 6               | 1               | 0                 | 0                 | -                              | 0                              | 0                              | 106   | 21    |
| 1994-1995             | KAA La Gantoise              | Division 1            | 25          | 5           | 1               | 1               | 0                 | 0                 | -                              | 0                              | 0                              | 26    | 6     |
| 1995-1996             | KAA La Gantoise              | Division 1            | 27          | 0           | 0               | 0               | 0                 | 0                 | -                              | 0                              | 0                              | 27    | 0     |
| 1996-1997             | KAA La Gantoise              | Division 1            | 34          | 5           | 3               | 1               | 0                 | 0                 | -                              | 0                              | 0                              | 37    | 6     |
| 1997-1998             | KAA La Gantoise              | Division 1            | 26          | 5           | 1               | 0               | 1                 | 1                 | -                              | 0                              | 0                              | 28    | 6     |
| 1998-1999             | KAA La Gantoise              | Division 1            | 23          | 6           | 1               | 0               | 1                 | 0                 | -                              | 0                              | 0                              | 25    | 6     |
| 1999-2000             | KAA La Gantoise              | Division 1            | 0           | 0           | 0               | 0               | 0                 | 0                 | -                              | 0                              | 0                              | 0     | 0     |
| 2000-2001             | KAA La Gantoise              | Division 1            | 0           | 0           | 0               | 0               | 0                 | 0                 | C3                             | 1                              | 0                              | 1     | 0     |
| Sous-total            | Sous-total                   | Sous-total            | 135         | 21          | 6               | 2               | 2                 | 1                 | -                              | 1                              | 0                              | 144   | 24    |
| 2000-2001             | KRC Harelbeke                | Division 1            | 10          | 1           | 0               | 0               | 0                 | 0                 | -                              | 0                              | 0                              | 10    | 1     |
| Sous-total            | Sous-total                   | Sous-total            | 10          | 1           | 0               | 0               | 0                 | 0                 | -                              | 0                              | 0                              | 10    | 1     |
| 2001-2002             | Heusden-Zolder SK            | Division 2            | 26          | 6           | 0               | 0               | 0                 | 0                 | -                              | 0                              | 0                              | 26    | 6     |
| 2002-2003             | Heusden-Zolder SK            | Division 2            | 38          | 9           | 3               | 2               | 0                 | 0                 | -                              | 0                              | 0                              | 41    | 11    |
| 2003-2004             | Heusden-Zolder SK            | Division 1            | 27          | 6           | 4               | 0               | 0                 | 0                 | -                              | 0                              | 0                              | 31    | 6     |
| 2004-2005             | K Beringen Heusden-Zolder SK | Division 2            | 12          | 1           | 1               | 0               | 0                 | 0                 | -                              | 0                              | 0                              | 13    | 1     |
| Sous-total            | Sous-total                   | Sous-total            | 103         | 22          | 8               | 2               | 0                 | 0                 | -                              | 0                              | 0                              | 111   | 24    |
| 2004-2005             | Verbroedering Maasmechelen   | Promotion             | 7           | 0           | 0               | 0               | 0                 | 0                 | -                              | 0                              | 0                              | 7     | 0     |
| 2005-2006             | Verbroedering Maasmechelen   | 1re prov.             | -           | -           | -               | -               | 0                 | 0                 | -                              | 0                              | 0                              | 0     | 0     |
| Sous-total            | Sous-total                   | Sous-total            | 7           | 0           | 0               | 0               | 0                 | 0                 | -                              | 0                              | 0                              | 7     | 0     |
| 2007-2008             | EGS Gafsa                    | Ligue 1               | -           | -           | -               | -               | 0                 | 0                 | -                              | 0                              | 0                              | 0     | 0     |
| 2008-2009             | AS Kasserine                 | Ligue 1               | -           | -           | -               | -               | 0                 | 0                 | -                              | 0                              | 0                              | 0     | 0     |
| 2009-2010             | EGS Gafsa                    | Ligue 1               | -           | -           | -               | -               | 0                 | 0                 | -                              | 0                              | 0                              | 0     | 0     |
| 2011-2012             | KVV Thes Sport Tessenderlo   | 1re prov.             | -           | -           | -               | -               | 0                 | 0                 | -                              | 0                              | 0                              | 0     | 0     |
| Total sur la carrière | Total sur la carrière        | Total sur la carrière | 355         | 64          | 20              | 5               | 2                 | 1                 | -                              | 1                              | 0                              | 378   | 70    |